# Moetan
Moetan (яп. もえたん Моэтан) — руководство по английскому для отаку, выходившее с 2003 года. В данном руководстве волшебная девочка Инк-тян объясняла английский язык на примерах из аниме и культуры отаку. К 2007 году было продано более четырехсот тысяч копий руководства. Выходили также артбуки комиксы, два CD и «Moetan Online» — учебное приложение для мобильного телефона. В 2007 году также вышла аниме-адаптация руководства. В конце каждой серии аниме зрителю приводится пример одной фразы на японском и её перевод на английский.

## Сюжет
Согласно сюжету аниме, один из лучших магов волшебного королевства «Альфабет», Акус, за свои грехи был сослан на Землю в образе утки. Дабы его наказание завершилось, он должен сделать из какой-либо девочки девочку-волшебницу и с её помощью совершить достаточное количество добрых дел. Таковой девочкой становится главная героиня, Инк Нидзихара. Вскоре Акус и Инк сталкиваются с другими жителями волшебного королевства, желающими лично рассчитаться с Акусом за его преступления.

## Персонажи
Инк Нидзихара (яп. 虹原いんく Нидзихара Инку) — главная героиня. Хотя Инк является старшеклассницей, она выглядит и ведёт себя как младшеклассница. Отлично знает английский. Влюблена в Нао, но не может набраться храбрости ни на то что бы признаться ему, ни на то что бы просто пригласить вместе пойти в школу. Несмотря на это, пока Нао не может её опознать в форме девочки-волшебницы, Инк может спокойно давать ему частные уроки английского. Фактически, стать девочкой-волшебницей и помогать Акусу Инк согласилась только ради этого. Сэйю: Юкари Тамура
Акус (яп. アークス・シェルダート・エル・ヴァイアス А:кусу Сэруда:то Эру Ваиасу) — один из сильнейших магов волшебного королевства, ныне за свои грехи сосланный на Землю в образе утки. Напарник Инк. Педофил, выпускающий целую лужу слюней при каждой трансформации Инк. Сэйю: Масая Оносака
Суми Курои (яп. 黒威すみ Курои Суми) — одноклассница Инк, считающая себя её соперницей. Также как и Инк влюблена в Нао и подобно ей, несмотря на свои 17 лет, выглядит и ведёт себя как маленькая девочка. Также как и Нао, имеет проблемы с английским. Одна из прядей её волос, всегда показывает её настроение, при необходимости складываясь в знак вопроса, сердечко и так далее. После того как Суми спасла Какуса, оказалось что Какус враждует с Акусом, а Суми — с его напарницей. На этой почве Суми и Какус объединили свои силы и Суми, также как и Инк, стала девочкой-волшебницей. Сэйю: Харука Томацу
Какус (яп. カークス・ギルバート・ガイ・セリュース Ка:кусу Гируба:то Гаи Сэру:су) — напарник Суми. Как и Акус — один из сильнейших магов волшебного королевства, осуждённый на пребывание на Земле в образе кота. Является педофилом, у которого идет кровь носом при каждой трансформации Суми. Сэйю: Нобуюки Хияма
Алиса Сиратори (яп. 白鳥ありす Сиратори Арису) — популярный идол. В её сердце запечатана тьма, в прошлом угрожавшая волшебному королевству. Также, в прошлом она имела роман с Акусом. Однако, так как у Алисы была большая грудь не отвечающая педофильным вкусам Акуса и Акус постоянно переключал своё внимание на детей, их отношения не сложились. Дабы привлечь внимание Акуса, на Земле Алиса появляется в образе маленькой девочки. Но ввиду прошлого конфликта с Акусом, пытается его убить. Этот же конфликт дал возможность тьме в сердце Алисы освободиться. Сэйю: Каори Надзука
Нао Тэдзука (Нао-кун) (яп. 手塚ナオ Тэдзука Нао) — возлюбленный Инк и Суми. Изначально имел проблемы с английским, но все же смог сдать экзамены в колледж благодаря помощи Инк. Сэйю: Юдзи Уэда
Мио Тэдзука (яп. 手塚澪 Тэдзука Мио) — сестра Нао. Девочка-волшебница, работающая в паре с королём волшебного королевства. Сэйю: Эри Накао
Данди (яп. ダンディ Данди) — некий мужчина, именующий себя «Данди-камэн» и вооружённый бронебойными розами. В трудный момент он появляется из ниоткуда что бы помочь девушкам, но обычно тут же скрывается из-за всюду преследующего его полицейского. Как позднее раскрывается, он является королём волшебного королевства. Помимо роли Данди Камэна, является напарником Мио. Подобно Акусу и Какуксу педофил. При каждой трансформации Мио пускает слюни как Акус и у него идет кровь носом как у Какуса. При случае ворует нижнее бельё Мио, за что регулярно бывает ею бит. Сэйю: Дзёдзи Наката